# متخصص بالأثريات

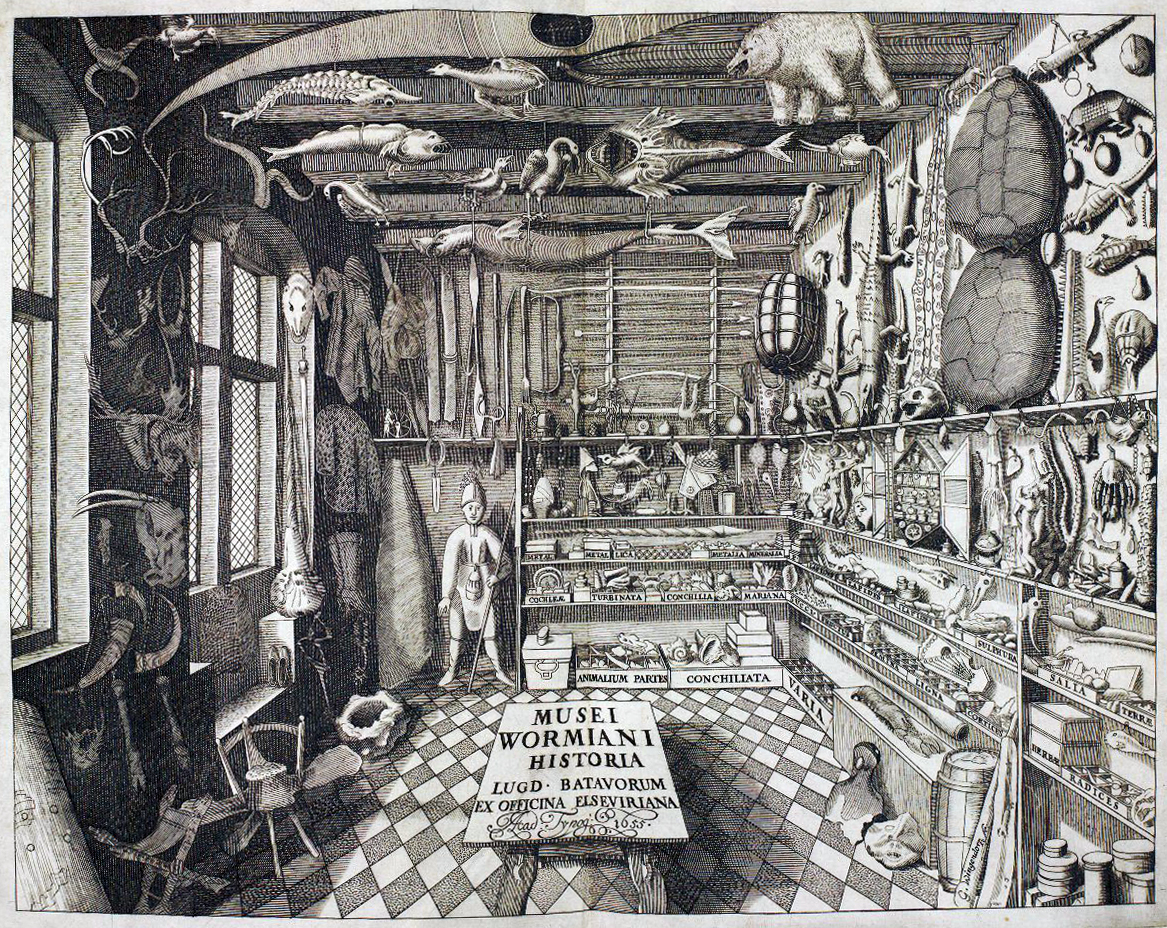
دودة OLE لمجلس الوزراء من الفضول، من Wormianum متحف، 1655.

الأثريّ الآثاريّ أو تاجر عاديّات أو آثار قديمة أو تاجر الكتب القديمة هو الهاو أو طالب للآثار أو أشياء من الماضي. ويستخدم هذا المصطلح لأولئك الذين يدرسون التاريخ مع إيلاء اهتمام خاص للأشياء القديمة من الفن أو العلم، والمواقع الأثرية والتاريخية والأرشيف والمخطوطات. جوهر عمله التركيز على الأدلة التجريبية للماضي، وربما أفضل مغلفة في الشعار الذي اعتمدته أنتيقوري 18 القرن، السير ريتشارد كولت هور «، ونحن نتكلم من حقائق ليس نظرية».

## وصلات خارجية
- الأمريكي أثرية المجتمع
- أثرية مجوهرات الأخبار